# Большая Есь
Большая Есь — река юго-восточных отрогов Абаканского хребта. При слиянии с рекой Малая Есь образует реку Есь, приток Таштыпа). Длина — 40 км, площадь водосбора — 200 км². Протекает по территории Аскизского района.
Исток — в 8 км юго-восточнее посёлка Вершина Тёи, устье — в 9 км западнее села Сафронов вверх по течению реки Есь. Абсолютная высота истока — около 1140 м, устья — 523 м.
Большая Есь имеет более 20 притоков, наиболее крупные — реки Чахсыхазан (9 км), Большой Кумнук (8 км), Кузухтуз (7 км).
Река горная, с бурным течением. Водный режим характерен для рек данной области. Долина глубокая узкая (50-200 м), значительно заросшая древесной растительностью и заболоченная от постоянно выклинивающихся грунтовых вод. Перед устьем река расширяется до 600 м.
В долине расположены населённые пункты Тюрттас и Картоев. Водные ресурсы используются в сельском хозяйстве и хозяйственно-бытовых целях.